# Constitution centrafricaine de 2023
Pour les articles homonymes, voir Constitution de la République centrafricaine.
Constitution centrafricaine de 2015
La Constitution centrafricaine de 2023 est la loi fondamentale de la République centrafricaine en vigueur depuis le 30 août 2023, après son adoption par référendum un mois plus tôt.

## Contenu
Le projet remplace notamment le quinquennat présidentiel renouvelable une seule fois par un septennat renouvelable indéfiniment,. Les binationaux se voient par ailleurs interdits de concourir à une élection présidentielle, dont les candidats doivent obligatoirement être « centrafricain d'origine », être propriétaires en Centrafrique, y résider depuis au moins deux ans, et être titulaires d'un diplôme universitaire,. Un poste de vice-président est également créé. Nommé par le président, celui-ci a pour rôle de le suppléer et, en cas de vacance permanente du pouvoir, lui succéder afin d'organiser une élection présidentielle sous trois mois.
Le terme « Centrafricain d'origine » utilisé à de nombreuses reprises dans le texte de la nouvelle Constitution est initialement défini comme l'individu de nationalité centrafricaine de naissance, dont les deux parents sont eux-mêmes de nationalité centrafricaine de naissance, de parents de nationalité centrafricaine. Cette définition très restrictive de la nationalité, comparée à l'ivoirité, provoque de vives critiques dans un pays ayant connu plusieurs guerres civiles entre groupes justifiant leurs exactions en accusant leurs adversaires d'« étrangers », au point que le texte est finalement amendé en pleine campagne, à trois jours du vote. Le Centrafricain d'origine est ainsi défini comme né de deux parents centrafricains, ayant eux-mêmes obtenu cette nationalité de naissance, mais sans que leurs parents aient nécessairement été eux-mêmes centrafricains. 
Le Sénat, jamais mis en place depuis la promulgation de la Constitution de 2015, est finalement supprimé. Est créée à la place une « Chambre des chefferies traditionnelles » dédiée à la valorisation des us et coutumes.
Le projet est également remarqué pour sa refonte de la Cour constitutionnelle au profit du gouvernement. Auparavant composée de 9 membres nommés dont un respectivement par le président de la République, le président de l'Assemblée nationale et celui du Sénat, et six par les corporations juridiques à raison de deux magistrats, deux avocats et deux enseignants chercheurs en leur sein, la Cour est désormais composée de 11 membres, dont 3 nommés par le président de la République, 3 par l'Assemblée nationale, et 5 par les corporations juridiques. Outre la suppression de l'obligation de parité homme/femme, cette refonte inverse ainsi la majorité au profit des membres issus des nominations du gouvernement,,,.
Enfin, l'Assemblée nationale perd le contrôle sur les contrats miniers, au profit du président de la République. Ce dernier a ainsi la main libre sur cette importante source de revenu, qui permet notamment au gouvernement de se payer les services des miliciens du groupe Wagner.